# 제이드 앨런
제이드 앨런(Jade Alleyne, 2001년 3월 17일 ~ )은 잉글랜드의 가수, 배우이다.